# Sopa de pimentón
La sopa de pimentón es una sopa caliente (gazpacho caliente) típica de la gastronomía de Granada y Almería (concretamente de las Alpujarras). Se trata de un batido de diversas hortalizas cocidas que se aromatizan con comino y pimentón. Durante las primeras fases se suele cocer un pescado que luego suele participar en otros platos. Se menciona que es una preparación de origen marinero.

## Características
Los ingredientes se cuecen inicialmente en agua, por regla general emplea tomates, pimientos (verdes y rojos denominados cornicabros) y algún tipo de pescado. El resultado se suele batir, antiguamente se batía en un mortero y se le añade pimentón y comino. La mezcla suele batirse con aceite de oliva. En algunos casos se emplean una pequeña cantidad de almendras y dientes de ajo. 